# Індивідуальність

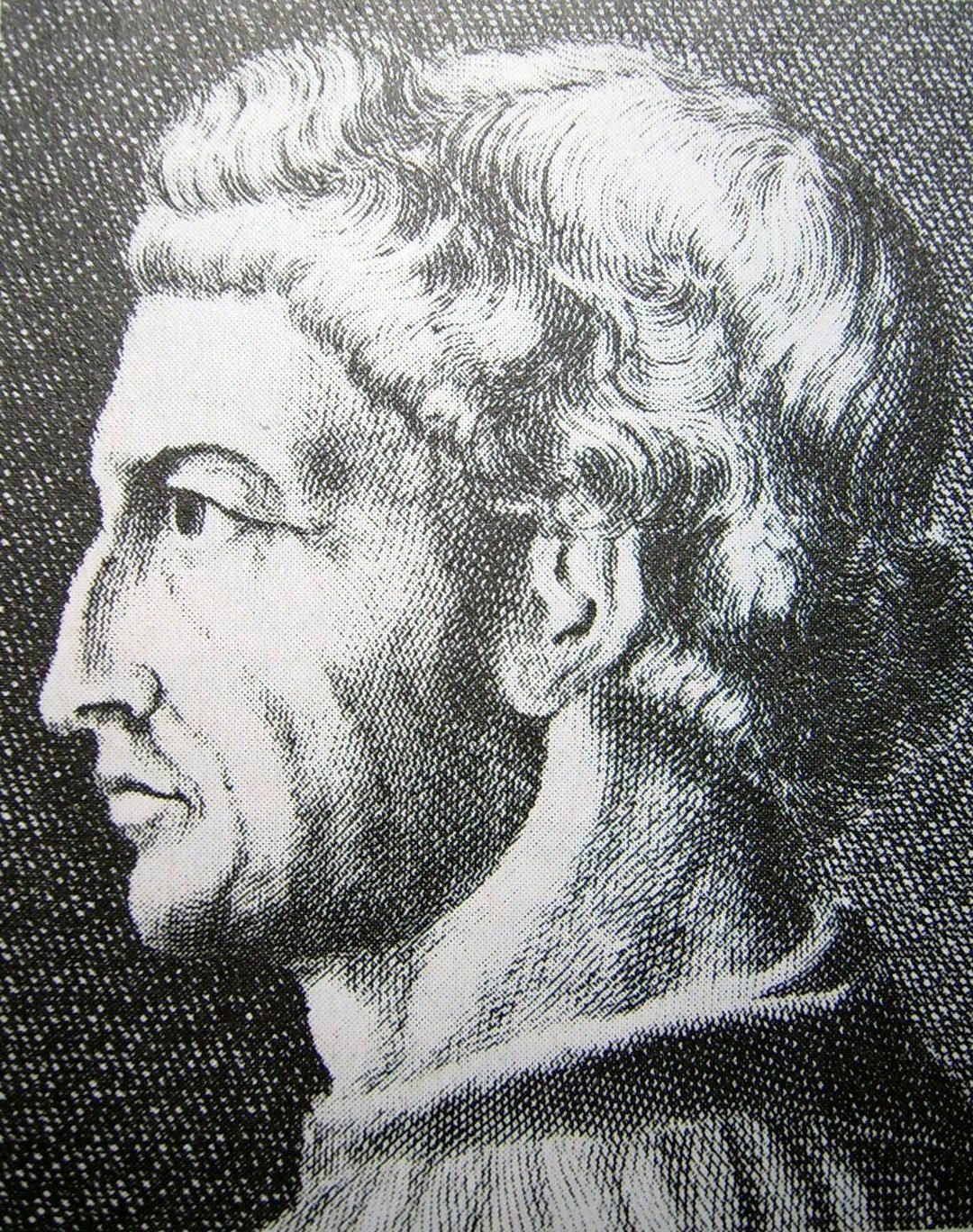
Портрет Альберті.

Індивідуа́льність (лат. individuitas — неподільність) — сукупність своєрідних особливостей і певних властивостей людини, які характеризують її неповторність і виявляються у рисах характеру, у специфіці інтересів, якостей, що відрізняють одну людину від іншої. Індивідуальність визначає людину як автора власного життя, як творця унікального життєвого шляху, носія багатогранної неповторності, авторського світогляду. Індивідуальність визначається витвореною нею духовно-практичною реальністю, що є сукупним результатом саморефлексії, совісті як особистого морального імперативу добра, віри як засобу поєднання макро- і мікрокосму, що породжує людину духову.
Зразком яскравої індивідуальності раннього італійського відродження 15 ст. був Альберті Леон-Баттіста (1404—1472).